# HLR 82
De HLR 82 is een reeks van diesellocomotieven van de NMBS voor de rangeerdienst en kan worden beschouwd als de lichtere variant van de HLR 73.

## Eerste bestelling
De serie bestaat uit twee bestellingen. De eerste bestelling van 55 locomotieven werd in de jaren 1965 en 1966 met de nummers 262.001-262.055 geleverd. De 262.001-262.040 en 262.046-262.055 werden gebouwd door Ateliers Belges Réunies, de 262.041-262.045 door La Brugeoise et Nivelles. In 1971 werden deze locomotieven omgenummerd in 8201-8255.

## Tweede bestelling
De tweede bestelling van 20 locomotieven werd in 1973 met de nummers 8256-8275 geleverd door La Brugeoise et Nivelles.
De locomotieven van de tweede bestelling konden in multiple worden geschakeld, wat inhoudt dat twee gekoppelde locomotieven door één machinist kon worden bediend. Hierdoor kon de HLR 82 ook voor het zwaardere rangeerwerk worden gebruikt.

## Koe en kalf
Een nadeel bij het in multiple gebruik van twee gekoppelde locomotieven was dat de machinist telkens als er van rijrichting werd gewisseld naar de bestuurderspost van de andere locomotief diende te lopen. Als mogelijke oplossing hiervoor werd in 1975 voorgesteld om van een aantal locomotieven de stuurpost te verwijderen. De locomotieven zonder stuurpost dienden dan altijd in multiple met een locomotief met stuurpost te worden gebruikt. Door de verwijderde stuurpost had de machinist vanuit de andere locomotief zicht op de baan. Deze combinatie van twee locomotieven, waarvan één zonder stuurpost, werd al snel "Koe en kalf" genoemd. 
Na goedkeuring van de directie werd de 8275 door de Centrale Werkplaats te Salzinnes ontdaan van de stuurpost. De bedieningsapparatuur bleef behouden en werd afgedekt met een wegschuifbare kap. Hierdoor kon de loc in noodgevallen toch zelfstandig worden bediend. Op 29 april 1977 werd de drie ton lichter geworden locomotief afgeleverd aan Antwerpen-Dam. De verwijderde stuurpost werd aanvankelijk opgeslagen te Latour, maar werd later alsnog gesloopt.
Het resultaat was toch niet wat men ervan verwacht had, zodat de 8275 de enige als kalf omgebouwde locomotief bleef. Ondanks het matige succes bleef deze locomotief toch lang in gebruik. Na een aanrijding met een vrachtwagen op 28 december 2001 en de instroom van de nieuwe reeks HLR 77 werd de 8275 op 1 februari 2002 geschrapt.

## Benamingen
De meeste rangeerlocomotieven van de NMBS krijgen roepnamen, om de identificatie over de radio tijdens het rangeren in de grote bundels te vergemakkelijken.
Zo zijn volgende locomotieven gezien met deze roepnamen (met plaats en datum):
- 8201 = Meteoor (Schaarbeek, januari 2006)
- 8202 = Michiga (Schaarbeek, 29/1/2006) (daarvoor Michigan)
- 8203 = Toledo (Schaarbeek, 17/2/2007)
- 8204 = Nebraska (Schaarbeek, 17/2/2007)
- 8205 = Capri (Kinkempois, 10/6/2006)
- 8206 = Manitoba
- 8209 = Alpha (FSR, 1/4/2007)
- 8210 = Ontario
- 8211 = Pol (FSR, 29/1/2006)
- 8212 = Hermes
- 8213 = Cargo (FSR, ?)
- 8214 = Atlanta (Merelbeke, 24/7/2001)
- 8215 = Claire (Visé, 12/6/1982)
- 8216 = Cobra (Marloie, 9/6/2006)
- 8217 = Bakou
- 8218 = Albi
- 8219 = Atlanta (Schaarbeek, 22/8/2006)
- 8220 = Buffalo
- 8221 = Colibri
- 8222 = Bilbao
- 8223 = Bravo (Ronet, 8/2001)
- 8224 = Sirius
- 8226 = Rubis
- 8227 = Lara
- 8228 = Domino
- 8229 = Buffalo
- 8230 = Alpha (Salzinnes, 4/2004)
- 8231 = Colorado (Montzen, 12/2000)
- 8232 = Bolero
- 8233 = Niagara (Schaarbeek, 17/2/2007)
- 8234 = Condor (Statte, 9/6/1993)
- 8235 = Palma
- 8238 = Borneo
- 8239 = Ginette (Kinkempois, 30/3/1974)
- 8240 = Dakota (Kinkempois, 7/2/1994)
- 8241 = Mars
- 8242 = Albatros (Schaarbeek, 29/1/2006)
- 8243 = Miranda
- 8245 = Delta
- 8246 = Borneo
- 8247 = El Paso (Antwerpen-Noord, 15/5/2004) (daarvoor Donna)
- 8248 = Etna (Montzen, 2/10/2004)
- 8249 = Mont (Genk, 6/5/2006)
- 8250 = Mexico (Antwerpen-Noord, 16/6/2010)
- 8251 = Etna
- 8252 = Erato (Angleur, juni 2008)
- 8253 = Lima
- 8254 = Iris (Montzen, 21/12/2000)
- 8255 = Polka (Montzen, 2/7/1994)
- 8256 = Katar (Antwerpen-Noord, 11/5/2006)
- 8257 = Kenia (Antwerpen-Noord, 23/4/2005 & 28/6/2007)
- 8258 = Lama (Ekeren, 15/5/2004)
- 8259 = Malaga
- 8260 = Mexico (Antwerpen-Noord, 18/8/2007)
- 8261 = Mona (daarvoor Karine)
- 8262 = Napoli (Antwerpen-Noord, 21/8/2004)
- 8263 = Nebraska
- 8264 = Nevada (Antwerpen-Noord, 26/6/2001)
- 8265 = New York
- 8266 = Osaka
- 8267 = Palma
- 8268 = Peking (Antwerpen-Noord, 11/5/2006)
- 8269 = Puerto-Rico (Antwerpen-Haven, 25/4/2004) (later Porto Rico)
- 8270 = Rimini(?) (Antwerpen-Berendrecht, 18/1/2006)
- 8271 = Sumatra
- 8272 = Tirana (Ekeren, 15/5/2004)
- 8273 = Toledo (Antwerpen-Noord, 15/5/2004)
- 8274 = Toronto
- 8275 = Tripoli